# Lalkowy Mur

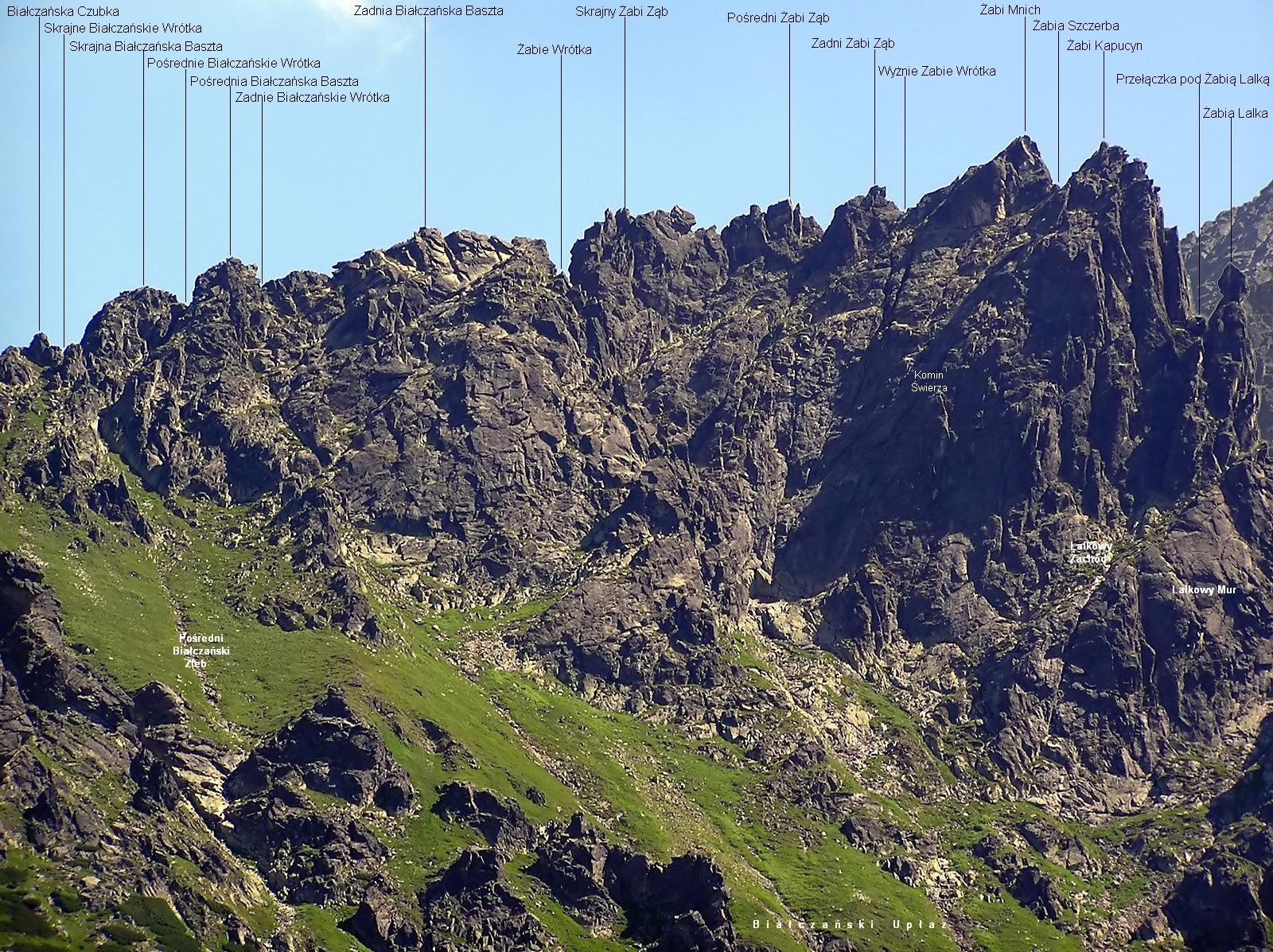
Widok od północy

Lalkowy Mur (niem. Puppenwand, słow. Lalkový múr, węg. Békás-babai-fal) – pas skał w południowo-zachodniej grani Żabiego Mnicha w polskich Tatrach Wysokich. Znajduje się w orograficznie prawych (północno-zachodnich) jej stokach, poniżej Lalkowego Zachodu. Ściany Lalkowego Muru mają wysokość do 80 m, a ich podstawę tworzy żlebek opadający z Pośredniego Lalkowego Przechodu. Na południowym zachodzie Lalkowy Mur opada do Białczańskiego Upłazu.
Autorem nazwy jest Władysław Cywiński. Lalkowym Murem prowadzi jeden z wariantów drogi wspinaczkowej południowo-zachodnią granią Żabiej Lalki (V w skali tatrzańskiej, czas przejścia od Białczańskiego Upłazu na Żabią Lalkę 3 godz.). Odcinek na Lalkowym Murze prowadzi wąskim kominkiem, ma 2 wyciągi (IV) i wyprowadza na Wyżni Lalkowy Przechód